# Фаулер (лунный кратер)
Кратер Фаулер (лат. Fowler) — большой древний ударный кратер в северном полушарии обратной стороны Луны. Название присвоено в честь английского астронома и физика Альфреда Фаулера (1868—1940) и английского физика-теоретика, астрофизика и математика Ральфа Говарда Фаулера (1889—1944); утверждено Международным астрономическим союзом в 1970 г. Образование кратера относится к донектарскому периоду.

## Описание кратера

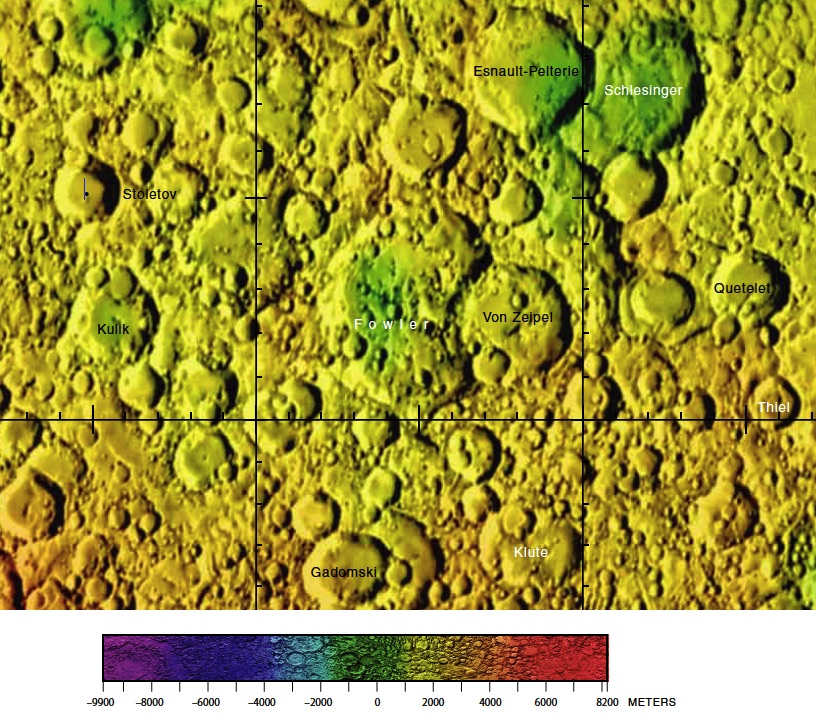
Окрестности кратера Фаулер. Фрагмент карты обратной стороны Луны.

Восточная часть кратера Фаулер перекрыта кратером Цейпель. Другими его ближайшими соседями являются кратер Кулик на западе; кратер Столетов на западе-северо-западе; кратеры Эно-Пельтри и Шлезингер на севере-северо-востоке; кратеры Кетле и Тиль на востоке; а также кратеры Гадомский и Клют на юге. Селенографические координаты центра кратера — 42°35′ с. ш. 145°16′ з. д. / 42,59° с. ш. 145,27° з. д., диаметр — 139,5 км, глубина — 3 км
Кратер Фаулер имеет близкую к циркулярной форму и значительно разрушен. Вал сглажен, перекрыт множеством кратеров различного размера, северо-восточная часть вала перекрыта сателлитным кратером Фаулер С, окруженным областью выброшенных пород с высоким альбедо. Высота вала над окружающей местностью достигает 1720 м, объем кратера составляет приблизительно 24000 км³. Дно чаши пересеченное, за исключением небольшой ровной области в северной части, отмечено множеством кратеров различного размера. Восточная часть чаши покрыта породами, выброшенными при образовании кратера Цейпель.

## Сателлитные кратеры
| Фаулер | Координаты                                              | Диаметр, км |
| ------ | ------------------------------------------------------- | ----------- |
| A      | 46°07′ с. ш. 145°04′ з. д. / 46,12° с. ш. 145,06° з. д. | 54,5        |
| C      | 44°47′ с. ш. 142°06′ з. д. / 44,78° с. ш. 142,1° з. д.  | 35,1        |
| N      | 39°49′ с. ш. 146°34′ з. д. / 39,81° с. ш. 146,57° з. д. | 37,8        |
| R      | 41°47′ с. ш. 150°27′ з. д. / 41,79° с. ш. 150,45° з. д. | 17,4        |
| W      | 45°38′ с. ш. 150°35′ з. д. / 45,64° с. ш. 150,58° з. д. | 36,6        |

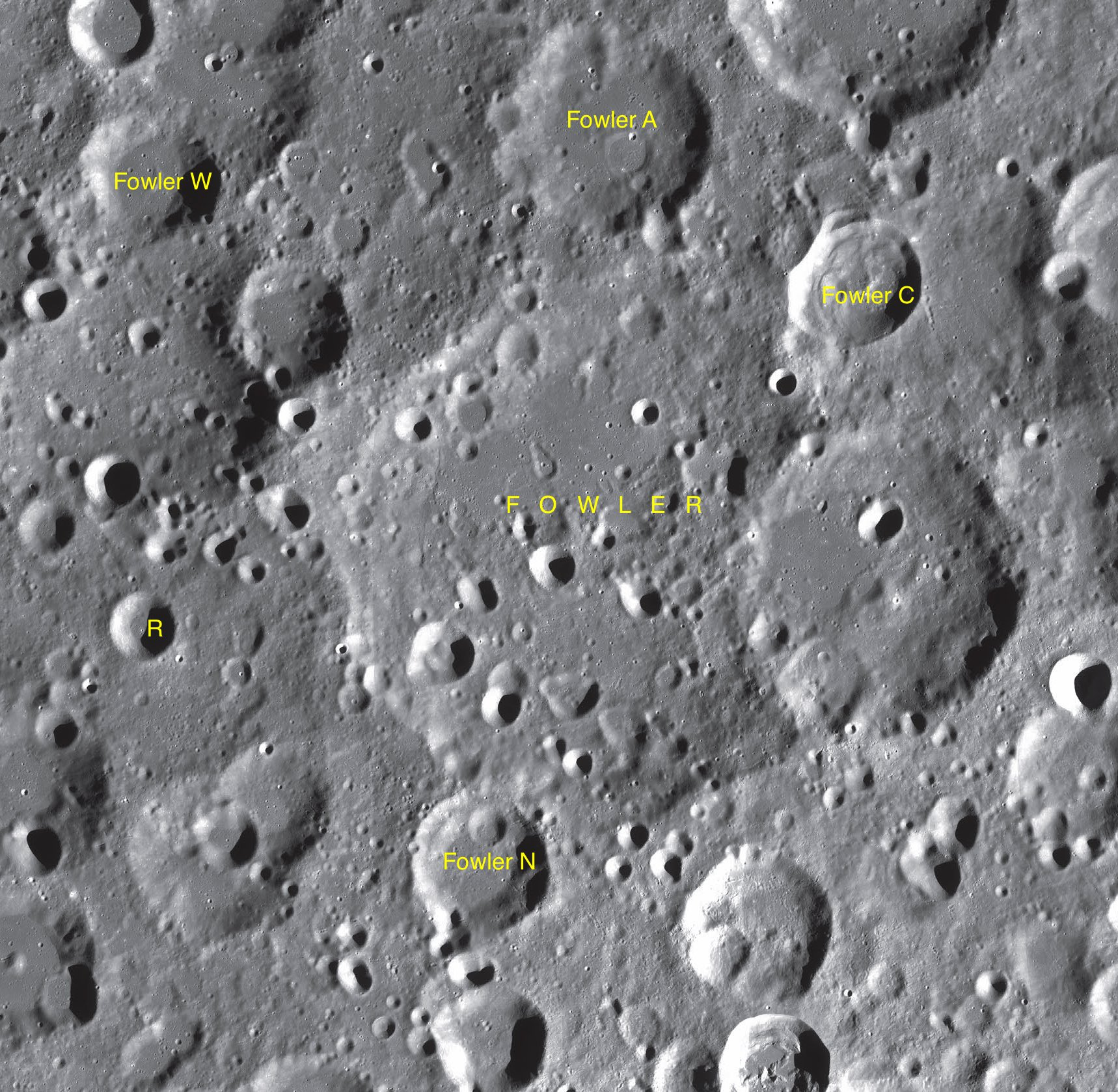
Фрагмент карты LAC-34.

- Образование сателлитного кратера Фаулер C относится к раннеимбрийскому периоду[1].

- Образование сателлитного кратера Фаулер N относится к нектарскому периоду[1].